# Марери (Ријети)
Марери је насеље у Италији у округу Ријети, региону Лацио.
Према процени из 2011. у насељу је живело 11 становника. Насеље се налази на надморској висини од 840 м.